# Adolf Brütt
Adolf Brütt (Husum, 10 maggio 1855 – Bad Berka, 6 novembre 1939) è stato uno scultore tedesco.

## Biografia
Brütt studiò presso a Kiel come scalpellino dal quale lavorò a diversi progetti, tra cui presso il Schloss Linderhof. Un stipendium dello Sparkasse Kiel (un'istituzione di risparmio e prestito) gli permise di studiare presso l'Accademia delle arti di Prussia, dove si laureò nel 1878. Diventò studente dello scultore Leopold Rau (1847-1880) e lavorò a Monaco con lo studioso Karl Begas, fratello dello scultore neo-barocco Reinhold Begas.
Nel 1883 si sposò e aprì il suo studio. Diventò membro della Secessione di Monaco nel 1893. FU uno degli scultori del Siegesallee. La sua scultura Danzatrice con le spade vinse la medaglia d'oro durante l'Esposizione Universale (1900). Successivamente diventò professore presso l'Accademia Prussiana e fondò l'Accademia Fehr, un'organizzazione dedicata agli ideali della Secessione. Insieme al suo amico, il banchiere Felix Koenigs (1846-1900), contribuì a promuovere la Secessione attraverso mostre National Gallery, che comprendevano opere di Auguste Rodin e degli impressionisti francesi.
Nel 1905 fu nominato professore presso la scuola d'arte di Weimar. Insieme ai suoi studenti, creò i rilievi di marmo del nuovo teatro della corte di Weimar.
Nel 1910 ritornò a Berlino e successe a Gottlieb Elster. La sua statua del "Danzatore della spada fu trasferita da Kiel a Berlino per le Olimpiadi estive del 1916. Nel 1928 diventò un cittadino onorario di Bad Berka.

## Opere
- 1887: Der Fischer (The Fisherman), bronzo, 176 cm. È stato esposto a due fiere mondiali: Chicago (1893) e St.Louis (1904).
- 1896: Schwerttänzerin (Sword Dancer), bronzo, 206 cm, Kiel, Rathausrotunde
- 1896: Reiterstandbild Kaiser Wilhelm I (equestrian statue), bronzo, ca 300 cm, Kiel, Schlossgarten
- 1898: Standbild Bismarck, bronzo, ca 300 cm, Hamburg-Altona, greensward on the Königstraße
- 1900: Group of figures, Siegesallee 29 (Victory Avenue); statua di Friedrich Wilhelm II of Prussia; busts of Großkanzler Johann Heinrich von Carmer  re Immanuel Kant, marble. Now at the Spandau Citadel
- 1902: Asmussen-Woldsen-Brunnen, granite, ca 200 cm high, Husum, Marktplatz
- 1903: Group of figures, Siegesallee 33; statua di Friedrich III, German Emperor; busto di Generalfeldmarschall Blumenthal e Hermann von Helmholtz, marmo.
- 1907: Nacht (Night), ca 200 cm,una controversa statua di marmo apertamente erotica. Kunstschule Weimar [1]
- 1909: Sitzbild Theodor Mommsen (seated statue), marmo, circa 250 cm, Berlin-Mitte, Corte d'onore dell'Università Humboldt
- 1912: Schwertmann (Swordsman), bronze, ca 300 cm, Kiel, Rathausmarkt